# Quentin Costa
Dr. Quentin Costa a Kés/Alatt című amerikai televíziós sorozat egyik kitalált szereplője, akit Bruno Campos alakít.

## Története
Quentin Costa legelőször a második évad utolsó előtti részében bukkant fel, mint egy atlantai plasztikai sebész. Azért jött Miamiba, hogy helyrehozza Sean arcát, amit a Késes nevű rejtélyes maszkos bűnöző pengéjével felvágott, pusztán azért, hogy ne műtse meg többé egyik áldozatát sem.
A harmadik évadban Sean felveszi állandóra Quentint, mivel Christian képtelen kiheverni azt, hogy a Késes rá is rátámadt és megerőszakolta. Eleinte Christian ellenezte, hogy felvegyék, de később meggondolta magát.Pár hét leforgása után Sean és Christian is rájönnek egymástól függetlenül, hogy Quentin biszexuális. Miután Sean váratlanul felmond a sebészeten, Christian és Quentin együtt műtenek, de Quentin drogfogyasztás gyanújába keveredik. Christian ezért egy műtét elvégzéséhez visszahívja seant, aki később visszalép a praxisba is.
Sean visszatérése után közte és Quentin között még feszültebb lesz a viszony, amikor kiderül, hogy Quentin viszonyt folytat Sean exnejével, Juliával. Mikor Costát rajtakapja, hogy az egyik férfi páciensükkel szeretkezik, megfenyegeti, hogy távozzon, különben visszavonatja a licencét. Sikerül kompromisszumos megoldást találni: kifizetik a szerződéséből hátralévő időt edvezményesen, ám ennek ellenére a városban marad, és Julia szépségszalonjában kezd praktizálni, egészen addig, míg innen is el nem bocsátják.
Amikor Juliáról kiderül, hogy terhes, mindenki arra gondol, hogy az Quentin gyereke. Ám mikor bevallja Christiannek, hogy sosem voltak együtt, világosnak látszik, hogy az csak Sean gyereke lehet.
A harmadik évad utolsó előtti részében kiderül, hogy Quentinnek nincs is pénisze. Ez genetikai rendellenességre vezethető vissza, szülei ugyanis vérfertőző viszonyban éltek.
A szezonzáró epizódban kiderül, hogy Quentin Costa volt a Késes, méghozzá Kit McGraw segítségével, aki valójában a testvére. Ez az epizód mutatja be, hogy Quentin és Kit szülei rokonok voltak, ami magyarázat a veleszületett rendellenességeikre.